# Michael Paul (rokometaš)
Michael Paul, nemški rokometaš, * 15. april 1961.
Leta 1984 je na poletnih olimpijskih igrah v Los Angelesu v sestavi zahodnonemške rokometne reprezentance osvojil srebrno olimpijsko medaljo.